# Hercules and Love Affair
Hercules and Love Affair is een Amerikaanse groep opgericht in 2004 door de New Yorkse DJ, zanger, muzikant en producer Andy Butler. In de beginjaren bevond de groep zich op het kruispunt tussen disco en electropop. Hij heeft tot nu toe vijf studioalbums uitgebracht.
De groep maakte in 2008 naam met de titel "Blind" vertolkt door Anohni van Antony and the Johnsons: "Blind" werd vervolgens door Pitchfork gekroond tot song van het jaar. Hun titelloze debuutalbum Hercules and Love Affair kreeg veel lovende kritieken: de Metacritic-site geeft aan dat Hercules and Love Affair unaniem werd onthaald door de gespecialiseerde pers, waaronder de sites en tijdschriften Pitchfork, NME en  AllMusic.
De groep nodigt regelmatig andere zangers en zangers uit om mee te doen op hun platen: Kele Okereke van Bloc Party is te horen op het nummer "Step Up", op het album Blue Songs in 2011, John Grant voerde in 2014 de single "I Try to Talk to You" uit op het album The Feast of the Broken Heart, en Sharon Van Etten neemt deel aan het titelnummer van het album Omnion in 2017.
Het vijfde album van de band, In Amber, werd uitgebracht in juni 2022. Andy Butler werkt weer samen met Anohni, het is hun eerste samenwerking sinds 2008. Anohni zingt op de singles "Poisonous Storytelling" en "One" en componeerde de helft van de titels. Andy Butler vertolkt de titel "Grace" met de IJslandse zangeres Elin Ey voor achtergrondzang. De band bracht Siouxsie and the Banshees-drummer Budgie binnen, op voorstel van Anohni om iets ongeplands op de atmosferische tracks te introduceren. In Amber is uit op cd en dubbel vinyl op Skint Records/BMG. Andy Butler zegt over In Amber : «In dansmuziek draait het allemaal om feest, vreugde, verlangen, verdriet. Maar woede? Existentiële contemplatie? Niet echt. Door deze plaat zijn er emotionele velden die ik nog niet eerder had verkend met Hercules & Love Affair. Vernietiging, woede, verlies maar ook verlossing en de reis naar verantwoordelijkheid zijn de motieven van het album. »
De groep gaat dan op tournee om het record te verdedigen met Budgie als gast. Ze treden de zomer van 2022 op in België in Floreffe op 29 juli op het 'Esperanzah!'-festival, in Denemarken in Kopenhagen op 6 augustus, en in Duitsland in Hamburg op 10 augustus.

## Discografie

### Albums

#### Studioalbums
- Hercules and Love Affair (2008, DFA Records)
- Blue Songs (2011, Moshi Moshi)
- The Feast of the Broken Heart (2014, Moshi Moshi)
- Omnion (2017, Atlantic Records)
- In Amber (2022, Skint Records/BMG)